# السودة
18°16′02″N 42°22′05″E / 18.267222222222°N 42.368055555556°E
السودة هو أعلى جبال المملكة العربية السعودية ضمن سلسلة جبال عسير، حيث يبلغ ارتفاعه 3،133 مترًا. ويكسو الجبل أشجار العرعر الكثيفة مكونة غابات طبيعية. توجد به قرية سياحية تبعد عن مدينة أبها 20 كلم، وعلى ارتفاع 3015 متر عن سطح البحر. ولها تلفريك يصل إلى أعلى الجبل.

## السياحة في السودة
تطل السودة على إقليم تهامة ولذلك تم تثبيت مناظير مكبرة في بعض أجزائها كمطلات لمشاهدة المناظر الرائعة لتلك الأغوار والأودية والقرى المجاورة التي تقع في سهول تهامة، وتسجل القرية درجات حرارة لا تتجاوز 15 درجة مئوية في فصل الصيف، فيما تكون درجات الحرارة في فصل الشتاء منخفضة جداً قياساً بالمناطق المحيطة بها، وتمت إقامة قرية السودة السياحية التي تضم مجموعة من الخدمات، كما ربط المنتزه بقرية رجال ألمع في إقليم تهامة بواسطة العربات المعلقة تلفريك والتي تبعد عن مدينة أبها 40 كم تقريباً.
على مقربة من منتزه السودة تقع مجموعة من القرى التي تشكل مواقع سياحية متميزة وهي مواقع بكر، مثل قرى باحة ربيعة، والتي تضم (منتزه المحتطبة) الذي يتميز بوجود شلالات طبيعية، ومجموعة من البحيرات التي تكونت نتيجة الجريان الدائم للمياه وكذلك هطول الأمطار.
وقد تم افتتاح منتزه الملك عبد العزيز شمال السودة ويحتوي على مناظر طبيعية خلابة، وخدمات متنوعة للزائرين والسياح.

## مشروع قمم السودة
أطلق ولي العهد السعودي الأمير محمد بن سلمان مشروع قمم السودة في 25 سبتمبر من عام 2023. قمم السودة هي وجهة سياحة جبلية تقع على ارتفاع 3015 قدم من سطح البحر. المشروع يهدف إلى تحقيق أهداف رؤية السعودية 2030 بمساهمته في زيادة الناتج المحلي بأكثر من 29 مليار ريال سعودي وتوفير آلاف الوظائف. يهدف المشروع لاستقطاب مليوني سائح بحلول عام 2033. تحتوي القائمة التالية على الوجهات التي يشملها مشروع قمم السودة:
| وجهات | وجهات  | وجهات          | وجهات                                                |
| م     | الشعار | الوجهة         | الموقع الإلكتروني                                    |
| ----- | ------ | -------------- | ---------------------------------------------------- |
| 1     |        | الصخرة الحمراء | https://www.soudahpeaks.com/ar/master-plan/red-rock/ |
| 2     |        | تهلل           | https://www.soudahpeaks.com/ar/master-plan/tahlal/   |
| 3     |        | سحاب           | https://www.soudahpeaks.com/ar/master-plan/sahab/    |
| 4     |        | سبرة           | https://www.soudahpeaks.com/ar/master-plan/sabrah/   |
| 5     |        | جرين           | https://www.soudahpeaks.com/ar/master-plan/jareen/   |
| 6     |        | رجال           | https://www.soudahpeaks.com/ar/master-plan/rijal/    |

## صور من السودة

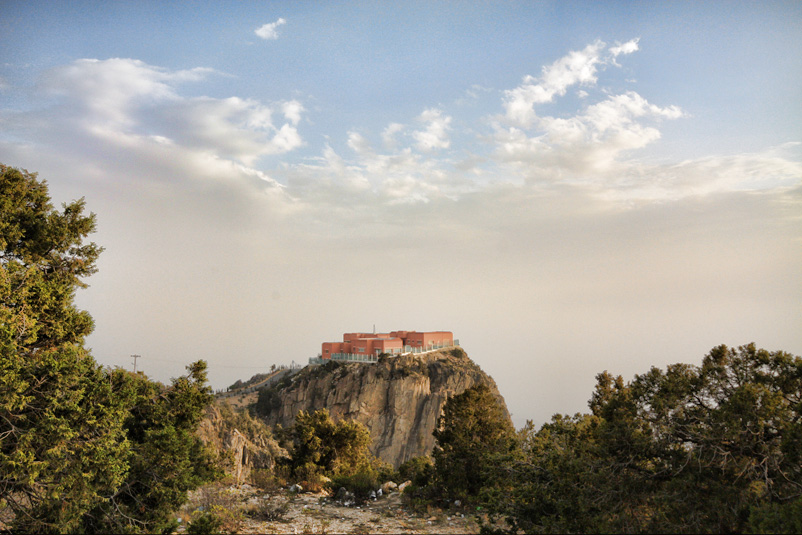
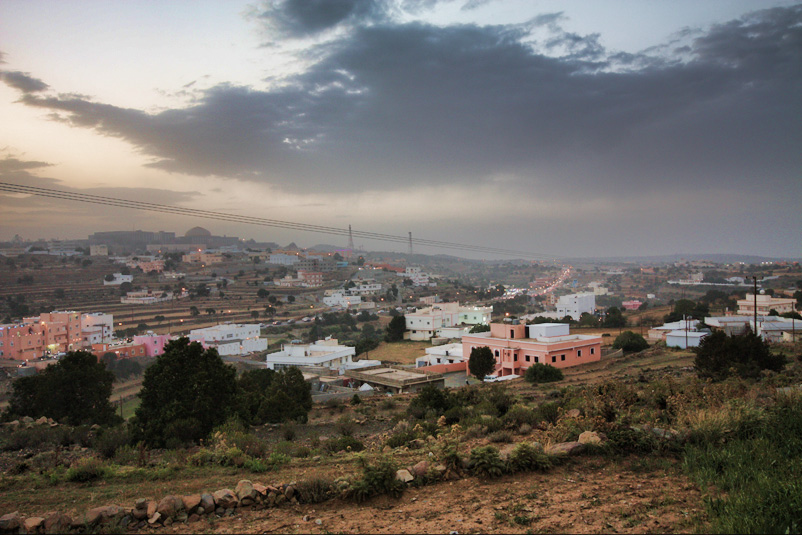
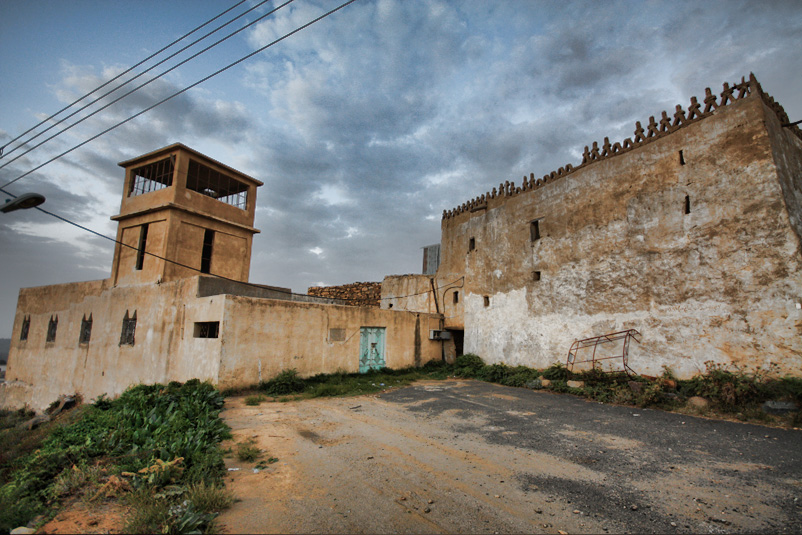
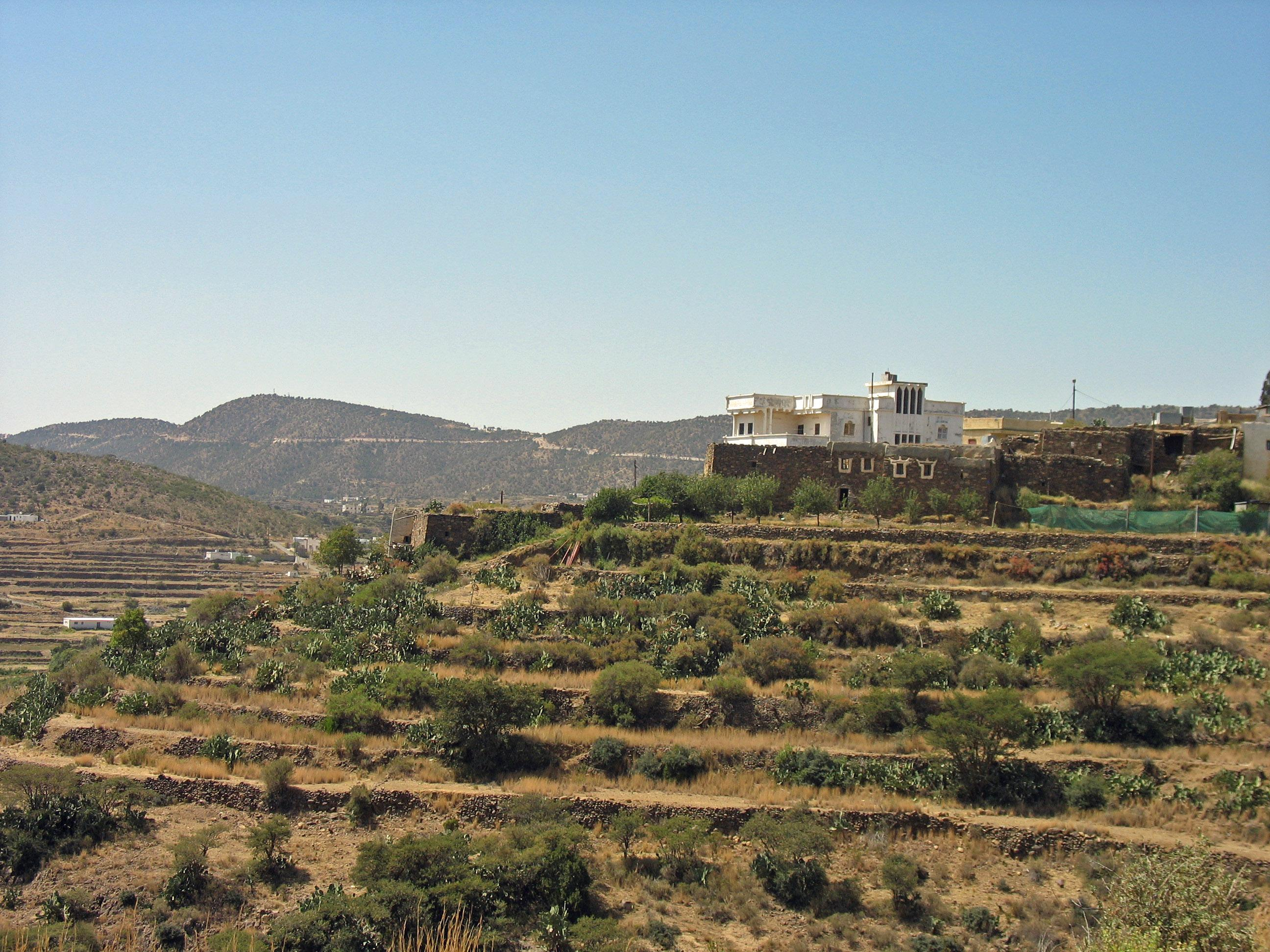